# Dębiny (powiat mławski)
Dębiny – wieś w Polsce, położona w województwie mazowieckim, w powiecie mławskim, w gminie Szydłowo.
W latach 1975–1998 miejscowość administracyjnie należała do województwa ciechanowskiego.